# Extracellulär matrix
Extracellulär matrix (ECM), eller intercellulärsubstans är en term inom biologi för substans som finns mellan celler. Kring alla celler, förutom de celler som cirkulerar i blodet, finns denna substans vilken består av ett nätverk av proteinfibrer, en grundsubstans som består av nonfibrösa proteiner och molekyler samt vätska. Extracellulär matrix finns i alla typer av vävnader, men särskilt mycket i bindväv och brosk samt i exempelvis njurens kärlnystan, mesangiematrix.

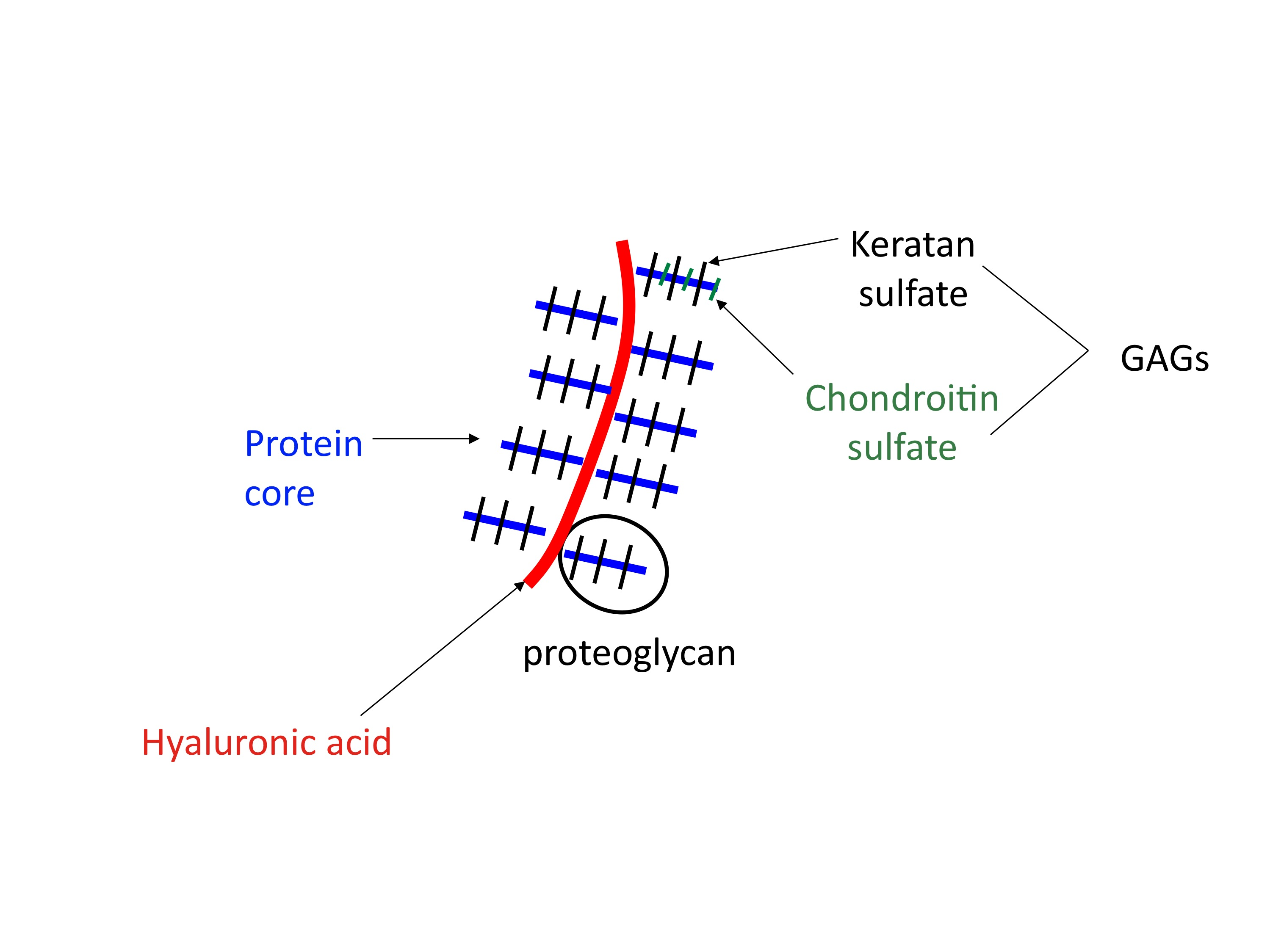
Glycosaminoglycans

I cellmembranet sitter proteiner, kallade integriner, som förbinder ECM med de omgivande cellerna. Integrinerna sticker ut på vardera sida om cellväggen så att de enkelt kan överföra signaler mellan intracellulära proteiner och ECM-proteiner.
Grundsubstansen i den extracellulära matrixen består av makromolekylen glycosaminoglycan (GAG). Dessa GAG-molekyler är vanligtvis kovalent bundet till en proteinstomme som tillsammans bildar en proteoglykan. Proteinstommarna kan i sin tur vara bundna till fler GAG-molekyler som bidrar till att strukturen av makromolekylen som liknar en borste. Ett exempel på en proteoglykan är kollagen och aggrekan som finns i brosk. Denna proteoglykan har mer än 100 GAG-molekyler på ett enda stamprotein och interagerar extracellulärt med en annan GAG kallad hyaluron. Hyaluron är en GAG vars struktur är väldigt simpel och består av en lång kedja av disackarider. Totalt kan antalet disackarider uppnå 25,000 stycken. Generellt sett är GAG-molekylerna hydrofila och därav har de en utfyllande egenskap då de kan binda till en stor mängd vatten. 
Proteoglykanets uppgifter är bland annat att bidra till att regulera molekylär transport tack vare sin gel-liknande konsistens. De kan dessutom blockera, främja och vägvisa celler genom matrixen. 
Ett djurs utveckling från ägg till fullvuxen organism kallas för ontogeni. Inom denna process sker mitos, vanlig celldelning varav denna delning när det kommit och blivit en morula sedan blir till en blastula varpå gastrulationen sker. Under denna typ av lägesförändring så vandrar de celler som befinner sig vid den vegetativa polen inåt mot blastulan. Detta kan de göra tack vare den extra cellulära matrisen. Den ger ett stöd som cellerna kan färdas via.